# Distretto di Yūki
Il distretto di Yūki (結城郡, Yūki-gun?) è uno dei distretti della prefettura di Ibaraki, in Giappone.
Fa parte del distretto solo il comune di Yachiyo.
| Controllo di autorità | VIAF (EN) 255506152 · NDL (EN, JA) 00537464 |